# Barbara Doll
Barbara Doll (* 7. Mai 1972 in Rouen) ist eine französische ehemalige Pornodarstellerin.

## Leben
Sie begann ihre Karriere im Jahr 1993. Im Jahr 1995 war ihre Karriere fast zu Ende, als sie angeblich HIV-positiv war. Doll war die erste Pornodarstellerin, die zweimal positiv auf HIV und dann negativ durch einen DNS-Test getestet wurde. Dies führte zu einer großen Aufregung über die Testverfahren von Pornodarstellern in der Pornofilmgeschichte. Die Aufregung begann, nachdem Doll mit dem sogenannten Zehn-Minuten-ELISA-Suchtest positiv getestet worden war. Sie machte dann DNS-Tests, die negativ waren. Barbara Doll spielte sowohl homo- als auch heterosexuelle Szenen.

## Auszeichnungen
- 1995: Hot d’or: Meilleure Starlette Européenne (Bestes Europäisches New Starlet)